# Velká Víska
Velká Víska je jedno ze dvou katastrálních území města Hořovice v okrese Beroun. Zástavba splynula s městem a dohromady tvoří celkem kompaktní městský celek. Je zde evidováno 509 adres.